# Primeiro-ministro do Gabão
O Primeiro-ministro do Gabão (em francês:  Première ministre du Gabon) é o chefe de governo da República do Gabão desde a instituição do cargo em 1960 aquando da independência do Gabão em relação a França. O cargo foi abolido em 1967 e restaurado em 1975.
Após a renúncia de Raymond Ndong Sima, em 4 de maio de 2025, o cargo deixou de ser ocupado.

## Primeiros-ministros do Gabão
Desde a independência do Gabão em 1960, doze pessoas ocuparam o cargo de primeiro-ministro.
| #   | Nome                          | Início do mandato       | Fim do mandato          |
| --- | ----------------------------- | ----------------------- | ----------------------- |
| 1   | Léon Mba                      | 17 de agosto de 1960    | 28 de novembro de 1967  |
| 2   | Léon Mébiame                  | 16 de abril de 1975     | 3 de maio de 1990       |
| 3   | Casimir Oyé-Mba               | 3 de maio de 1990       | 2 de novembro de 1994   |
| 4   | Paulin Obame-Nguema           | 2 de novembro de 1994   | 23 de janeiro de 1999   |
| 5   | Jean-François Ntoutoume Emane | 23 de janeiro de 1999   | 20 de janeiro de 2006   |
| 6   | Jean Eyeghé Ndong             | 20 de janeiro de 2006   | 17 de julho de 2009     |
| 7   | Paul Biyoghé Mba              | 17 de julho de 2009     | 27 de fevereiro de 2012 |
| 8   | Raymond Ndong Sima            | 27 de fevereiro de 2012 | 25 de janeiro de 2014   |
| 9   | Daniel Ona Ondo               | 25 de janeiro de 2014   | 28 de setembro de 2016  |
| 10  | Emmanuel Issoze-Ngondet       | 28 de setembro de 2016  | 12 de janeiro de 2019   |
| 11  | Julien Nkoghe Bekale          | 12 de janeiro de 2019   | 16 de julho de 2020     |
| 12  | Rose Christiane Raponda       | 16 de julho de 2020     | 9 de janeiro de 2023    |
| 13  | Alain Claude Bilie By Nze     | 9 de janeiro de 2023    | 30 de agosto de 2023    |
| (8) | Raymond Ndong Sima            | 7 de setembro de 2023   | 4 de maio de 2025       |